# Cyclosa ojeda
Cyclosa ojeda Levi, 1999 è un ragno appartenente alla famiglia Araneidae.

## Etimologia
Il nome della specie è in onore di Alonso de Ojeda scopritore dell'isola di Curaçao, luogo di rinvenimento degli esemplari

## Caratteristiche
L'olotipo femminile ha dimensioni: cefalotorace lungo 2,8mm, largo 2,2mm; opistosoma lungo 4,9mm.

## Distribuzione
La specie è stata reperita nell'isola di Curaçao: amministrativamente appartiene al Regno dei Paesi Bassi; geograficamente è parte del gruppo delle Isole Sottovento in America Meridionale.

## Tassonomia
Al 2013 non sono note sottospecie e dal 1999 non sono stati esaminati nuovi esemplari.